# Pemba North (vùng)
Pemba North là một vùng của Tanzania. Thủ phủ của vùng Pemba North đóng tại Wete. Vùng Pemba North có diện tích 574 ki lô mét vuông. Đến thời điểm điều tra dân số ngày 25 tháng 8 năm 2002, vùng Pemba North có dân số 186013 người.